# Olympische Sommerspiele 1944
Die Olympischen Sommerspiele 1944 (offiziell Spiele der XIII. Olympiade genannt) wurden vom Internationalen Olympischen Komitee (IOC) nach London vergeben, konnten aber wegen des Zweiten Weltkriegs nicht durchgeführt werden.
Im Juni 1939 hielt das IOC in London seine 38. Session ab. Die anwesenden Mitglieder mussten sich für eine von acht kandidierenden Städten entscheiden. Das Ergebnis zugunsten der britischen Hauptstadt stand bereits nach der ersten Runde fest:
| Stadt    | Land                   | Stimmen |
| -------- | ---------------------- | ------- |
| London   | Vereinigtes Königreich | 20      |
| Rom      | Königreich Italien     | 11      |
| Detroit  | Vereinigte Staaten     | 02      |
| Lausanne | Schweiz                | 01      |
| Athen    | Griechenland           | 0       |
| Budapest | Ungarn                 | 0       |
| Helsinki | Finnland               | 0       |
| Montreal | Kanada                 | 0       |

Trotz des kriegsbedingten Ausfalls der Sommerspiele feierte das IOC das 50-jährigen Gründungsjubiläums im Juni 1944 im Hauptsitz in Lausanne, auch wenn nur gerade zwei IOC-Mitglieder anwesend sein konnten.